# Bethany (Australia)
Bethany – miejscowość w stanie Australia Południowa położona 2 km na południowy wschód od Tanundy w Dolinie Barossa. Założona w 1842 roku przez niemieckich emigrantów jako Bethanien (nazwa została zmieniona w czasie I wojny światowej). Nazwa miasta pochodzi od angielskiej (wcześniej niemieckiej) nazwy biblijnej wsi Betania.